# Кривицька селищна рада
Кривицька селищна рада (біл. Крывіцкі пасялковы савет) — адміністративно-територіальна одиниця в складі Мядельського району розташована в Мінській області Білорусі. Адміністративний центр містечко Кривичі.
Кривицька селищна рада розташована на межі центральної Білорусі, у північній частині Мінської області орієнтовне розташування — супутникові знимки [Архівовано 25 серпня 2011 у WebCite], на південний схід від Мяделі.
До складу сільради входять 12 населених пунктів:
- Боровики • Денисово • Задубіння • Коренишеці • Невіри • Парубки • Плашино • Прудники • Ракути • Русачки • Слобідка • Уздриголовичі.